# Nikolaos Panagiotakis
Nikolaos Panagiotakis (in greco  Νικόλαος Μ. Παναγιοτάκης?; Candia, 1933 – Candia, 1997) è stato uno storico e filologo greco.
Panagiotakis ha studiato Filologia alle Università di Atene e Londra. È diventato professore presso diverse università in Grecia e in America. Dal 1974 al 1986 è stato Vice Presidente del Consiglio di Amministrazione dell'Università di Giannina e dal 1989 al 1997 Direttore dell'Istituto Ellenico di Studi Bizantini e Postbizantini di Venezia.